# Werner de Nahegau
Werner al V-lea (n. cca. 899 – d. cca. 935) a fost conte în Nahegau, Speyergau și Wormsgau, fiind primul strămoș cunoscut al dinastiei Saliene a regilor germani.
Tatăl său a fost contele Werner al IV-lea, iar mama sa era soră a regelui Conrad I al Germaniei. Werner a fost căsătorit cu Hicha de Suabia, fiică a ducelui Burchard al II-lea de Suabia cu Regilinda. Singurul lor fiu a fost Conrad cel Roșu.